# Бекдорф
Бекдорф (нім. Beckdorf) — громада в Німеччині, розташована в землі Нижня Саксонія. Входить до складу району Штаде. Складова частина об'єднання громад Апензен.
Площа — 21,9 км2. Населення становить 2782 ос. (станом на 31 грудня 2021).